# Jacques Fortin
 (décembre 2011).
Jacques Fortin (né en 1939 à Saint-Romain) est un éditeur québécois, fondateur en 1974 des éditions Québec Amérique.

## Biographie
Jacques Fortin commence sa carrière aux Éditions Françaises de Boucherville (dirigées par Larousse) au début des années 1970. Puis en 1972, il est embauché chez France-Québec comme éditeur. Deux ans plus tard, il reçoit un manuscrit que France-Québec refuse à cause de Nathan, leur parent. Il décide de l'éditer quand même et fonde les éditions Québec Amérique au printemps 1974. Suivront d'autres succès comme Le matou d'Yves Beauchemin et les dictionnaires ''Le Visuel''. Entre-temps, la maison d'édition de Montréal est située au 450, rue Sherbrooke (de 1975 à 1987), puis au 425, rue Saint-Jean-Baptiste (de 1987 à 1997) et enfin au 329, rue de la Commune Ouest (depuis 1997).
Pour célébrer les 25 ans de Québec Amérique, en septembre 2000, il publie L'aventure - Récit d'un éditeur. Puis, huit ans plus tard, passionné de golf, il sort Golf, les plus beaux parcours du Québec.